# Sæbø kommun
Sæbø kommun (norska: Sæbø kommune) var en kommun i Hordaland fylke i västra Norge. Kommunen omfattade ett område i den västra delen av nuvarande Alvers kommun. Byn Sæbø utgjorde kommunens centralort.

## Administrativ historik
Sæbø kommun upprättades den 1 juli 1924 genom utbrytning ur Mangers kommun. Kommunen hade 1 125 invånare vid upprättandet.
Den 1 januari 1964 upplöstes kommunen och delades i tre. Huvuddelen (med 916 invånare) fördes, tillsammans med kommunerna Hordabø och Manger och delar av kommunerna Austrheim, Herdla och Lindås, till den då nybildade Radøy kommun, medan Titlands krets (med 40 invånare) fördes, tillsammans med Alversunds kommun och delar av kommunerna Hamre, Hosanger och Modalen, till Lindås kommun, samtidigt som det obebodda området på ön Holsnøy fördes, tillsammans med delar av kommunerna Hamre och Herdla, till Melands kommun. Kommunen hade vid delningen totalt 956 invånare.
Området utgör sedan den 1 januari 2020 en del av Alvers kommun.